# Lavey-Morcles
Lavey-Morcles és un municipi suís del cantó de Vaud, al districte d'Aigle.